# Borek (województwo pomorskie)
Borek (kaszub. Kamiany Bórk; dawniej Wydmuchowo) – wieś w Polsce położona w województwie pomorskim, w powiecie kartuskim, w gminie Sulęczyno. Do 31 grudnia 2016 pod nazwą Borek Kamienny.
Wieś leży na Pojezierzu Kaszubskim.
Wieś jest częścią składową sołectwa Kistowo.
W latach 1975–1998 miejscowość administracyjnie należała do województwa gdańskiego.
Nazwą alternatywną wsi jest Bork.

## Zabytki
Według rejestru zabytków NID na listę zabytków wpisany jest dom nr 10, murowano-szachulcowy z 2 poł. XIX w., nr rej.: 1025 z 15.02.1988.